# Бутовичевка
Бутовичевка (укр. Бутовичівка) — село,
Александропольский сельский совет,
Солонянский район,
Днепропетровская область,
Украина.
Код КОАТУУ — 1225080503. Население по переписи 2001 года составляло 116 человек .

## Географическое положение
Село Бутовичевка находится на правом берегу реки Камышеватая Сура,
выше по течению на расстоянии в 1,5 км расположено село Вольное,
ниже по течению на расстоянии в 3 км расположен пгт Новопокровка,
на противоположном берегу — село Цветущее.